# إغير إد أومركلس (إندوزال)
إغير إد أومركلس هو دُوَّار يقع بجماعة أملو، إقليم تارودانت، جهة سوس ماسة في المملكة المغربية. ينتمي الدوّار لمشيخة إندوزال التي تضم 38 دوار. يقدر عدد سكانه بـ 37 نسمة حسب الإحصاء الرسمي للسكان والسكنى لسنة 2004.

## روابط خارجية
- البوابة الوطنية للجماعات الترابية
- المندوبية السامية للتخطيط